# Mofli, el último koala
Mofli, el último koala es una serie de televisión de dibujos animados producida en España y desarrollada por el estudio EQUIP transmitido por TVE en 1987. El guion fue escrito por Jaime González y dirigido por Jordi Amorós. Consta de 13 capítulos que duran aproximadamente 20 minutos cada uno.
La historia se sitúa a principios del siglo XXI en el pueblo ficticio Rivermint un lugar de campesinos en Australia. La serie menciona que por culpa de la deforestación de los árboles de eucalipto provocó que el número de koalas fuera severamente diezmado al grado de su extinción. Pero la aparición de un ejemplar de koala, Mofli como es una especie considerada extinta, causa una gran sorpresa en todo el mundo. Varias personas de diferentes lugares viajarán a Rivermint para hacerse con él, pero su amiga Corina hará todo lo posible como esconderse y escapar para evitar su captura.

## Producción
La serie fue dirigida por Jordi Amorós basándose en una idea original de Jaime González, quien ya había realizado varios trabajos televisivos. El proyecto fue enviado a TVE para su aprobación comenzando a redactarse el contrato el 17 de septiembre de 1984, quedando formalizado el 13 de febrero del año siguiente. En este acuerdo, TVE se comprometió al pago de 130 millones de pesetas por una serie de 26 episodios, adelantando la cadena algo más de 61 millones. Por otro lado, la productora entregó dos avales bancarios de 26 millones cada uno con garantía de pago por parte de TVE. Sin embargo, debido a los retrasos en la producción por parte de Equip, el 24 de julio de 1986 se decide recortar a la mitad tanto el presupuesto de la serie como el número de episodios. Una vez realizada se envío a TVE para su validación con la intención de estrenarla el 25 de enero de 1987, sin embargo, TVE decide prescindir de ella por "baja calidad" y exige a la productora Equip que se realicen determinados cambios. Una vez superadas las deficiencias, TVE da el visto bueno y comienza a emitirse el 30 de septiembre de 1987 a las 18:30 horas por La 1.
Su banda sonora fue compuesta y dirigida por Jordi Batiste. El encargado de realizar el diseño de los personajes y decorados fue Enrique Ventura. Víctor Luna y Jordi Muray supervisaron los trabajos de animación en donde figuraron reconocidos animadores. El doblaje se realizó en los estudios Carbonell de Barcelona y fueron dirigidos por Joaquín Díaz que puso voz a uno de los personajes.

## Argumento
A principios del siglo XXI en Rivermint (Australia) una niña llamada Corina se hace amiga del que se supone es el último koala del planeta, llamado Mofli. Esto provoca que se descubra a nivel mundial que existe un ejemplar único en su especie, lo que provoca que gente de todo el mundo vaya en su busca. Se narran los intentos de diversas personas por cazar al animal, quien es ayudado por su amiga Corina a escapar de ellos y conseguir vencerlos, hasta que todos creen que el koala ha muerto y desisten de su búsqueda.

## Personajes
| Personajes       | Actor/Actriz de voz     | Descripción |
| ---------------- | ----------------------- | --- |
| Mofli            | ninguno                 | El último ejemplar de koala vivo en la tierra, que vive en los eucaliptos de los bosques de Rivermint. Recientemente descubierto y al que todos quieren dar captura. |
| Estela           | ninguno                 | Una mariposa amiga de Mofli y Corina de colores azul negruzca vive en una cueva detrás de la cascada. Hace sonidos de tics durante su aleteo y emite una estela brillante al estar dentro de la cueva. |
| Corina Polman    | Nuria Mediavilla        | Una niña rubia oriunda de Rivermint de buen corazón, es amiga de la mariposa Estela y Mofli. Ella encuentra al koala pero decide esconderlo y protegerlo de sus captores. Vive con su padre en el pueblo, un pintor parapléjico. |
| Hank Polman      | Joaquín Muñoz           | Es el padre de Corina, Es un pintor discapacitado, el usa la fantasía de su hija para hacer sus cuadros para aliviar su condición. Con su pipa puede hacer burbujas coloridas que le gustan a Bailosolo. |
| Bailosolo        | Pep Sais                | Un ladrón que ingresa en la casa de Corina, la familia se apiada de él y le da un trabajo como ayudante pero su intención en un principio era de robarles el dinero del trabajo de las pinturas de Hank. Luego intentará capturar al koala para dárselo a Iván a cambio de una recompensa mayor. |
| Sir Bruno O'Neil | Manuel Lázaro           | El esposo de Marta O'Neil y padre de Bruno. Trabaja en el hotel anfitriones de extranjeros de Rivermint, se encarga de las cuentas del hotel. |
| Martha O'Neil    | Elsa Fábregas           | La esposa de Sir Bruno O'Neil y la madre de Bruno O'Neil. Le encanta ver a Bob Detroit en la televisión y tiene un póster dedicado al famoso noticiero. A menudo suele pasar a llevar a su marido. |
| Bruno O'Neil     | Maria Moscardo          | Hijo de los dueños del hotel. Es muy inquieto y ágil con el búmeran. Es amigo de Corina y se ayudan mutuamente. Tiene una participación clave al final de la serie. |
| Trombonetti      | Joaquín Díaz            | El mago veneciano propietario de varios circos, el detesta a Bob Detroit por su carácter pero al escuchar del koala no pierde el tiempo y viaja a Australia con su sirviente Paul para poder exhibirlo en sus espectáculos. |
| Paolo            | Miguel Ángel Valdivieso | El sirviente de Trombonetti el lleva un montón de cosas pesadas mientras el viaja, y por cualquier cosa que diga su amo lo aplaude. Al final de la serie por un percance tanto el como su amo sufren un revés de roles. |
| Sr. Money        | Luis Posada             | Un multimillonario excéntrico, es el abuelo de Rebecca, está dedicado a la recolección de animales disecados, siendo un panda su última adquisición. Al escuchar las noticias de Mofli, viaja con su nieta a Australia. El ofrecerá una millonaria recompensa por su captura ya sea vivo o muerto. |
| Rebeca Money     | Azucena Díaz            | Una niña de pelo negro es la nieta de Sr. Money su carácter es caprichosa, malcriada y ambiciosa. Comparte con su abuelo su pasión por coleccionar animales disecados y que quiere al koala como un regalo. Se convierte en el interés amoroso de Bruno O'Neil causando celos a Corina Polman. |
| Ivan             | Pepe Mediavilla         | Cazador despiadado de origen ruso que esta a la orden del abuelo de Rebeca, que no tendrá escrúpulos en intentar de cazar al koala. Debido a su descomunal tamaño siempre tiene problemas con las puertas. Tuvo un pleito con Bailosolo en el pasado por haberlo engañado, pero se unirá con este para obtener la recompensa.                                                                              |
| Doctor Fool      | Rafael Turia            | Eminente y famoso explorador que llega a Rivermint con la intención de estudiar las especies de la zona. Encuentra al último koala con unos binoculares especiales, luego estará dedicado a buscarlo para estudiarlo con fines científicos. Tiene una fuerte discusión con Sr. Money por su manera de actuar. Al final de la serie se queda en Rivermint para seguir con sus investigaciones.              |
| Bob Detroit      | Jordi Estadella         | Un showman, presentador y periodista de Mundivisión un canal que transmite las noticias diarias en televisión. El informa al mundo de que en algún lugar de Australia sobrevive un koala, el último de su especie. Durante la serie aparenta ser omnisciente por los sucesos ocurridos a los personajes. Al final da un discurso ecológico de la conservación del los animales dando como ejemplo a Mofli. |
| Narrador         | Salvador Vives          | El narrador de la historia en la el capítulo 1. |

## Lista de capítulos
| # | Título original            | Fecha de emisión         |
| --- | -------------------------- | ------------------------ |
| 01 | «Rivermint»                | 30 de septiembre de 1987 |
| En el siglo XXI, la situación ecológica del planeta es bastante delicada. Varias especies de animales continúan desapareciendo. En Australia, muchos árboles de eucalipto han sido destruidos y por lo cual los koalas también se han extinguido. La historia comienza en el pueblo Rivermint cuando el ladrón Bailosolo intenta robar una noche en la casa de Corina y su padre pero, viendo frustrado su intento el accidentalmente causa un incendio siendo sorprendido les hace creer que vino a apagar el fuego. El padre de Corina, agradecido, le ofrece trabajo para ellos a cargo de la casa y como asistente para la venta de sus pinturas. Por otro lado, el Doctor Fool, famoso científico, llega a la ciudad para estudiar la fauna y flora de la zona. Corina es la única conocedora de Mofli, el koala, con el que comparte sus juegos y cuya existencia guarda en secreto. |                            |                          |
| 02 | «Mofli»                    | 7 de octubre de 1987     |
| Doctor Fool, en una expedición alrededor de Rivermint, descubrió un Koala a través de su cámara binocular, un animal que según los científicos había sido extinguido por 10 años. Lleno de entusiasmo, esta noticia se lo comunicó a Bob Detroit de Mundovisión, un periodista de televisión de Nueva York, que inmediatamente las emite a todo el mundo. En Venecia, al escuchar las noticias, el mago Trombonetti y Paolo, su sirviente se dirigen a Rivermint para tratar de capturar al koala y mostrarlo así en sus circos. |                            |                          |
| 03 | «Llegan los villanos»      | 14 de octubre de 1987    |
| En París Rebecca, la coleccionista de animales disecados, su abuelo el multimillonario Sr. Money e Iván, el cazador ruso, también escuchan la noticia de que aún hay un Koala vivo en el mundo e inician el viaje a Rivermint con el fin de capturar al animal y que les sirva de un nuevo trofeo su mansión. |                            |                          |
| 04 | «El sueño de corina»       | 21 de octubre de 1987    |
| Corina descubre por las noticias emitidas por Bob Dtroit de Mundovisión, que su amigo Mofli es en realidad un Koala pues al principio creía que era un ser mágico. Ella se llena de emoción pero contarle a su padre su secreto, trata de hacerle ver que es muy posible que a partir de ese momento, todo tipo de personas interesadas comiencen a llegar al pueblo para tomar al animal. En esa noche la niña tiene una pesadilla que interpreta los que vendrán no tendrán buenas intenciones con Mofi. |                            |                          |
| 05 | «El ovni»                  | 28 de octubre de 1987    |
| Mister Money, su nieta Rebeca y el cazador Ivan llegan a Riverment y se instalan en el hotel de la ciudad. Bob Detroit da la noticia de que en Rivermint hay extraterrestres. Corina asustada por su sueño debido a la explicación de su padre piensa que debe ir a buscar a Mofli para salvarlo, ella conoce el secreto de poder escalar a través de la cueva secreta detrás de la cascada. En la cueva secreta está la otra amiga animal de Corina Polman, Estela, la mariposa azul. |                            |                          |
| 06 | «El heroísmo de Estela»    | 4 de noviembre de 1987   |
| El Doctor Fool informa a Bob Detroit que no eran extraterrestres lo que vio, sino un minicirco con dos personas. Ivan el cazador está en el bosque tratando de cazar una pieza. Cuando esta a punto de disparar a Mofli, Estela la mariposa para ayudar a su amigo comienza a distraer al cazador hasta que se da por vencido y abandona el área. |                            |                          |
| 07 | «El búmeran de Bruno»      | 11 de noviembre de 1987  |
| Ivan encuentra Bailosolo en hotel el pueblo y trata de darle una paliza, ya que hace tiempo Bailosolo le tendio en una trampa, en un envió de África y se quedó con un botín que correspondía a ambos. Bailosolo le dice a Ivan que ahora está trabajando en la casa de un pintor y, cuando venda sus pinturas, le robará el dinero y le dará parte. En el bosque, Corina le dice a Mofli que lo ocultará para que nadie lo pueda encontrar, y para eso pide ayuda a Bailosolo. |                            |                          |
| 08 | «Una carrera alucinante»   | 18 de noviembre de 1987  |
| Iván le dice al Bailosolo que el koala vive en un bosque de eucaliptos ya que había grabado un nombre, "Mofli", y que cuando trató de disparar a una mariposa comenzó a molestarlo hasta que se rindió. Bailosolo se entera de que "Mofli" es el nombre dado por Corina cuando la imagen de un koala apareció en las noticias de Mundovision. Iván le dice a la chica que sabe dónde está el animal. Bailosolo intenta que Corina le confiese dónde está escondido Mofli. Corina dice a su padre con preocupación que Bailosolo conoce al cazador Ivan y su padre le dice que ponga Mofli seguro y lo mejor que puede hacer es que ella lo lleva a su casa. Por otro lado, el Mr. Money ofrece una recompensa de 10 millones de dólares a quien lo captura al Koala. Cuando va a buscarle, Iván y Bailosolo están a punto de disparar al árbol donde vive Mofli. |                            |                          |
| 09 | «Estalla la tormenta»      | 25 de noviembre de 1987  |
| La niña se alivia se alivia que su amigo Mofli no sufriera daño alguno luego Corina usa el pasaje subterráneo que pasa por debajo de la cascada de la localidad, para ir a su casa al día siguiente. En la noche hay una fuerte tormenta en Rivermint siendo el afectado al minicirco de Trombonetti y Paolo. En la casa de Corina, Bailosolo intenta decirle a la niña dónde se encuentra el Koala, pero ella no confía en él. |                            |                          |
| 10 | «Hipnosis»                 | 2 de diciembre de 1987   |
| Estela despierta a Corina para advertir que Mofli desapareció de la cascada, y la chica va al bosque a recogerlo. Allí se encuentra con Iván, quien la empuja para decirle dónde está el Koala. De repente aparece Bailosolo y finge hipnotizar a Iván para que libere a la niña. Esto, al pensar que Bailosolo quiere ayudarla, le dice que no sabe dónde está el Koala y ambos deciden buscarlo por separado y llevarlo a casa cuando lo encuentran. Bailosolo comenta el plan a Iván y van a buscar el Koala por el bosque. |                            |                          |
| 11 | «Mofli encuentra un amigo» | 9 de diciembre de 1987   |
| Mofli, en su huida es lastimado, un canguro enano que se convierte en su amigo inseparable hasta que cae en una trampa. Rebeca esta con Bruno y ella dice que quiere atrapar a Estela por ser una mariposa diferente. Estela encuentra a Mofli y vuela para advertir a Corina, que se remonta a los bosques en busca de él. Allí se encuentra de nuevo con Iván el cazador y lo separa al enviarlo en la dirección opuesta a donde está el koala. Pero el engaño dura mucho tiempo, ya que la niña también está con Bailosolo y le dice que Ivan se molestó por poder ir a buscar el koala. Mientras tanto Trombonetti y Paolo son atacados por unos feroces cocodrilos. |                            |                          |
| 12 | «La gran amboscada»        | 16 de diciembre de 1987  |
| Todos van tratan de cazar al koala, Mofli cae en la trampa pero sale y se esconde en el bosque de nuevo. Corina continúa buscándolo con la ayuda de Estela la mariposa. Rebeca le pide a Bruno que use su búmeran para capturar a Estela, Corina le suplica que no lo haga pero bruno sabiendo que Rebeca no le importa la fauna o flora del lugar falla el tiro a propósito salvando a la mariposa. Mofli ha sido localizado pero el Doctor Fool se enfrenta al cazador Ivan y Mr. Money mencionando que el koala debe estar vivo pero Bailosolo lo ataca a traición dejándolo prisionero en un tronco y no puede ayudar a Mofli. |                            |                          |
| 13 | «El fin del principio»     | 23 de diciembre de 1987  |
| Trombonetti y Paolo luego de salvarse de los cocodrilos, caen en un lugar con flores y sin pensarlo se las comen luego sintonizan con Bob Detroit menciona que esas plantas son alucinógenas que provoca que cambian el carácter, por lo cual Paolo obtiene el carácter fuerte y Trombonetti se hace sumiso, y son los primeros en perder el interés de tener al koala y se van de Rivermint pero con un cargamento de esas plantas para que el efecto dure. Mientras tanto Mofli escapa hacia las cascada de las rocas blancas Bruno y Dr. Fool y tratan de ocultar o prevenir de darle caza al Koala. Mr. Money, su nieta Rebecca, Iván el cazador y Bailosolo también llegan a las rocas con la intención de apropiarse del animal ya lo tienen acorralado. Iván desde la distancia dispara contra la criatura. Bruno como es ágil llega primero y toma al koala, no teniendo mucho tiempo pues Bailosolo lo atraparía simula la muerte de Mofli, lanzando una gran piedra en el río para que todos piensen que el koala esta ahogado o fue comido por cocodrilos, y así, una vez que todos los villanos dejan el pueblo, bruno lleva a Mofli su amiga Corina. Quedándose solo Dr. Fool pues el seguiría con sus investigaciones científicas. En el epílogo Bob Detroit da un mensaje ecologista de que los animales necesitan del cuidado de aquellos que muestren respeto por el medio ambiente dando como ejemplo a Mofli. |                            |                          |

## Recepción
La serie tuvo una buena aceptación del público, lo que provocó que la empresa Equip siguiera realizando nuevas producciones. Los trabajos de animación fueron valorados como aceptables, mientras que los diseños de los personajes se calificaron como irregulares y los decorados de mejores en exteriores que en interiores.
Un detalle interesante es que dibujaban a los personajes en los vehículos con el volante a la izquierda en vez de llevar el volante a la derecha ya que en Australia se circula por el lado izquierdo (volante a la derecha) al igual que en el Reino Unido

## Transmisión internacional
La serie además de transmitirse en España, fue distribuido para exhibirse en otros países:
- En Portugal fue transmitido con su propio doblaje en los sábados por la mañana por RTP en 1988.

- En Turquía fue transmitido con su propio doblaje en los sábados por la mañana por TRT en 1989.

- En Hungría fue transmitido con su propio doblaje entre el 7 de octubre de 1990 y el 30 de diciembre de 1990, TV-1 emitido el domingo por la mañana y cada episodio se repitió todos los jueves entre el 11 de octubre de 1990 y el 3 de enero. En 1994 y 1996, por Duna TV.

- En Chile fue transmitido con el doblaje original en los sábados en la mañana entre los años 1989 y 1990 por Red de Televisión de la Universidad de Chile.

Distribución en formato casero
Algunas ediciones VHS de la serie se han lanzado desde su debut en 1987. Se conocen las ediciones de Lax Video de España en 1988 y Gativideo S.A. de Argentina en 1991. La serie hasta el momento no se ha editado en formato DVD o blu-ray y no se conoce el estado actual del máster original para una posible remasterización.